# ReaxFF
ReaxFF (für englisch reactive force-field, Reaktions-Kraftfeld) ist ein Kraftfeld zur Simulation chemischer Reaktionen, welches auf der Bindungsordnung basiert. Es wurde von Adri van Duin, William A. Goddard, III et al. am California Institute of Technology entwickelt. Kraftfelder herkömmlicher Molekulardynamik-Simulationen (z. B. mit AMBER, CHARMM) sind nicht in der Lage, chemische Reaktionen zu modellieren, da die verwendeten harmonischen Potentiale bzw. festen Bindungslisten den Bruch und die Bildung chemischer Bindungen nicht beschreiben können. ReaxFF besitzt keine festen Bindungslisten. Stattdessen werden Potentiale verwendet, die von der Bindungsordnung abhängig sind. Dies gewährleistet, dass die Potentialbeiträge für verschwindende Bindungsordnung (große interatomare Abstände) gegen Null konvergieren.
In der ursprünglichen Variante von ReaxFF wurde eine Parametrisierung für Kohlenwasserstoffe entwickelt. Mittlerweile existiert eine Vielzahl von Varianten, die sich durch zusätzliche bzw. modifizierte Potentiale, sowie Parametersätze unterscheiden.

## Version 2001
Die 2001 veröffentlichte Version wurde speziell für die Simulation von Kohlenwasserstoffen entwickelt. Die Systemenergie setzt sich aus folgenden Termen zusammen:
{\displaystyle E_{\mathrm {System} }=E_{\mathrm {Bond} }+E_{\mathrm {over} }+E_{\mathrm {under} }+E_{\mathrm {Val} }+E_{\mathrm {Pen} }+E_{\mathrm {Tors} }+E_{\mathrm {Conj} }+E_{\mathrm {vdWaals} }+E_{\mathrm {Coulomb} }}.
Bis auf die Terme {\displaystyle E_{\mathrm {vdWaals} }} und {\displaystyle E_{\mathrm {Coulomb} }} hängen alle Terme von einer oder mehrerer Bindungsordnungen ab. Die unkorrigierte Bindungsordnung zwischen den Atomen i und j ist definiert durch:
{\displaystyle {\begin{aligned}{\mathit {BO}}_{ij}^{'}&={\mathit {BO}}_{ij}^{'\sigma }+{\mathit {BO}}_{ij}^{'\pi }+{\mathit {BO}}_{ij}^{'\pi \pi }\\&=\exp \left(\rho _{\mathrm {bo} ,1}\left({\frac {r_{ij}^{\sigma }}{r_{0}}}\right)^{\rho _{\mathrm {bo} ,2}}\right)+\exp \left(\rho _{\mathrm {bo} ,3}\left({\frac {r_{ij}^{\pi }}{r_{0}}}\right)^{\rho _{\mathrm {bo} ,4}}\right)+\exp \left(\rho _{\mathrm {bo} ,5}\left({\frac {r_{ij}^{\pi \pi }}{r_{0}}}\right)^{\rho _{\mathrm {bo} ,6}}\right)\end{aligned}}}
mit den Parametern {\displaystyle \rho _{\mathrm {bo} ,1},\ldots \rho _{\mathrm {bo} ,6},r_{ij}^{\sigma },r_{ij}^{\pi }} und {\displaystyle r_{ij}^{\pi \pi }}. Die unkorrigierte Bindungsordnung {\displaystyle {\mathit {BO}}_{ij}^{'}} ist somit die Summe aus den Bindungsordnungen der Sigma- ({\displaystyle \textstyle BO_{ij}^{'\sigma }}), Pi-({\displaystyle {\mathit {BO}}_{ij}^{'\pi }}), und Doppelpibindungsordnungen ({\displaystyle {\mathit {BO}}_{ij}^{'\pi \pi }}). Nach dieser Definition kann die Bindungsordnung maximal den Wert 3 annehmen, wodurch auch Doppel- und Dreifachbindungen beschrieben werden können.
Um eine Überkoordination von Atomen in einem Molekül zu vermeiden, werden die Bindungsordnungen einer Korrektur unterzogen. Diese Korrektur bewirkt, dass langreichweitige Bindungen mit niedriger Bindungsordnung, deren beteiligte Atome bereits Gesamtbindungsordnungen nahe deren Valenz besitzen, eine Bindungsordnung von Null bekommen.
Der Term {\displaystyle E_{\mathrm {Bond} }} entspricht den Bindungsenergien und ist durch
{\displaystyle E_{\mathrm {Bond} }=-D_{\mathrm {e} }{\mathit {BO}}_{ij}\exp \left(\rho _{\mathrm {be} ,1}(1-{\mathit {BO}}_{ij}^{\rho _{\mathrm {be} ,1}})\right)},
mit den Parametern {\displaystyle D_{\mathrm {e} }} und {\displaystyle \rho _{\mathrm {be} ,1}} gegeben. Trotz Bindungsordnungskorrektur kann es in Molekülen zur Über- bzw. Unterkoordination kommen. Im Falle der Überkoordination liefert der Term
{\displaystyle E_{\mathrm {over} }=\rho _{\mathrm {over} }\Delta _{i}\left({\frac {1}{1+e^{\lambda _{6}\Delta _{i}}}}\right)}
einen positiven Energiebeitrag. Darin sind {\displaystyle \rho _{\mathrm {over} }} und {\displaystyle \lambda _{6}} Parameter. Die Überkoordination des Atoms i ergibt sich durch
{\displaystyle \Delta _{i}=\sum _{j}{\mathit {BO}}_{ij}^{'}-{\mathit {Val}}_{i}}.
{\displaystyle {\mathit {Val}}_{i}} ist die Valenz des Atoms i (z. B. 4 für Kohlenstoff).
Der Term {\displaystyle E_{\mathrm {under} }} gibt einen zusätzlichen Energiebeitrag durch die Resonanz der {\displaystyle \pi }-Elektronen zwischen benachbarten unterkoordinierten Atomen.
In einem Molekül oder Festkörper besitzen Atomtripel ijk einen optimalen Bindungswinkel (Gleichgewichtswinkel), welcher von den Elementen und der chemischen Umgebung abhängt (z. B. beträgt der H-C-H Winkel in CH4 109.7°). Eine Abweichung von diesem Gleichgewichtswinkel führt zu einer Verschlechterung der Gesamtenergie. In ReaxFF wird dies durch den Term {\displaystyle E_{\mathrm {Val} }} realisiert. Im Gegensatz zu klassischen Kraftfeldern hängt dieser selbst von der chemischen Umgebung (Summer der {\displaystyle \pi }-Bindungsordnungen) ab.